# Celastrina grisescens
Celastrina grisescens är en fjärilsart som beskrevs av Curt Eisner 1964. Celastrina grisescens ingår i släktet Celastrina och familjen juvelvingar. Inga underarter finns listade i Catalogue of Life.